# Plymouth (Indiana)
Plymouth es una ciudad ubicada en el condado de Marshall en el estado estadounidense de Indiana. En el Censo de 2010 tenía una población de 10033 habitantes y una densidad poblacional de 511,46 personas por km².

## Geografía
Plymouth se encuentra ubicada en las coordenadas 41°20′58″N 86°19′10″O / 41.34944, -86.31944. Según la Oficina del Censo de los Estados Unidos, Plymouth tiene una superficie total de 19.62 km², de la cual 19.51 km² corresponden a tierra firme y (0.53%) 0.1 km² es agua.

## Demografía
Según el censo de 2010, había 10033 personas residiendo en Plymouth. La densidad de población era de 511,46 hab./km². De los 10033 habitantes, Plymouth estaba compuesto por el 87.15% blancos, el 0.94% eran afroamericanos, el 0.59% eran amerindios, el 0.46% eran asiáticos, el 0.01% eran isleños del Pacífico, el 8.34% eran de otras razas y el 2.51% pertenecían a dos o más razas. Del total de la población el 19.97% eran hispanos o latinos de cualquier raza.